# Петровка (Могилёв-Подольский район)
Петровка (укр. Петрівка) — село на Украине, находится в Могилёв-Подольском районе Винницкой области.
Население по переписи 2001 года составляет 135 человек. Почтовый индекс — 24051. Телефонный код — 4337.
Занимает площадь 0,64 км².

## Адрес местного совета
24046, Винницкая область, Могилёв-Подольский р-н, с. Пилипы, ул. Центральная